# Romualdas Jansonas
Romualdas Jansonas (Vilnius, 23 giugno 2005) è un calciatore lituano, attaccante del Kauno Žalgiris e della nazionale lituana.

## Carriera

### Club
Jansonas è cresciuto nel settore giovanile dello Žalgiris ed ha debuttato in prima squadra l'11 marzo 2023 nell'incontro di A lyga vinto 1-0 contro il Banga Gargždai. Ha segnato il suo primo gol il 1º aprile nel successo casalingo per 4-0 contro il Sūduva.
Il 4 settembre 2024 ha firmato il suo primo contratto professionistico.

### Nazionale
Ha giocato nelle nazionali giovanili lituane Under-17, Under-19 ed Under-21.
Il 15 novembre 2024 ha debuttato con la nazionale maggiore lituana nell'incontro di UEFA Nations League perso 2-1 contro Cipro.

## Statistiche

### Presenze e reti nei club
Statistiche aggiornate al 18 novembre 2024.
| Stagione        | Squadra         | Campionato      | Campionato | Campionato | Coppe nazionali | Coppe nazionali | Coppe nazionali | Coppe continentali | Coppe continentali | Coppe continentali | Altre coppe | Altre coppe | Altre coppe | Totale | Totale | Totale |
| Stagione        | Squadra         | Comp            | Pres       | Reti       | Comp            | Pres            | Reti            | Comp               | Pres               | Reti               | Comp        | Pres        | Reti        | Pres   | Reti   |        |
| --------------- | --------------- | --------------- | ---------- | ---------- | --------------- | --------------- | --------------- | ------------------ | ------------------ | ------------------ | ----------- | ----------- | ----------- | ------ | ------ | ------ |
| 2023            | Žalgiris        | A               | 26         | 3          | CL              | 2               | 0               | UEL+UECL           | 1+1                | 0                  | SL          | 1           | 0           | 31     | 3      |        |
| 2024            | Žalgiris        | A               | 21         | 0          | CL              | 1               | 1               | UCL                | 0                  | 0                  | -           | -           | -           | 22     | 1      |        |
| Totale carriera | Totale carriera | Totale carriera | 47         | 3          |                 | 3               | 1               |                    | 2                  | 0                  |             | 1           | 0           | 53     | 4      |        |

### Cronologia presenze e reti in nazionale
| Cronologia completa delle presenze e delle reti in nazionale ― Lituania | Cronologia completa delle presenze e delle reti in nazionale ― Lituania | Cronologia completa delle presenze e delle reti in nazionale ― Lituania | Cronologia completa delle presenze e delle reti in nazionale ― Lituania | Cronologia completa delle presenze e delle reti in nazionale ― Lituania | Cronologia completa delle presenze e delle reti in nazionale ― Lituania | Cronologia completa delle presenze e delle reti in nazionale ― Lituania | Cronologia completa delle presenze e delle reti in nazionale ― Lituania |
| Data                                                                    | Città                                                                   | In casa                                                                 | Risultato                                                               | Ospiti                                                                  | Competizione                                                            | Reti                                                                    | Note                                                                    |
| ----------------------------------------------------------------------- | ----------------------------------------------------------------------- | ----------------------------------------------------------------------- | ----------------------------------------------------------------------- | ----------------------------------------------------------------------- | ----------------------------------------------------------------------- | ----------------------------------------------------------------------- | ----------------------------------------------------------------------- |
| 15-11-2024                                                              | Larnaca                                                                 | Cipro                                                                   | 2 – 1                                                                   | Lituania                                                                | UEFA Nations League 2024-2025 - 1º turno                                | -                                                                       | 80’                                                                     |
| 18-11-2024                                                              | Pristina                                                                | Kosovo                                                                  | 1 – 0                                                                   | Lituania                                                                | UEFA Nations League 2024-2025 - 1º turno                                | -                                                                       | 80’                                                                     |
| 7-6-2025                                                                | Ta' Qali                                                                | Malta                                                                   | 0 – 0                                                                   | Lituania                                                                | Qual. Mondiali 2026                                                     | -                                                                       | 81’                                                                     |
| Totale                                                                  |                                                                         | Presenze                                                                | 3                                                                       |                                                                         | Reti                                                                    | 0                                                                       |                                                                         |

## Palmarès

### Club

#### Competizioni nazionali
- Supercoppa di Lituania: 1

Žalgiris: 2023
- Campionato lituano: 1

Žalgiris: 2024